# Durgavati
Durgavati maravi (a veces escrito Rani Durgavati, en hindú reina Durgavati; 5 de octubre de 1524 – 24 de junio de 1564) fue una reina de Gondwana de 1550 hasta 1564. Miembro de la dinastía Chandel, es famosa en la historia india por su defensa frente a los mogoles. Fue una mecenas de las artes, encargando las esculturas de los templos de Khajuraho y Kalinjar. 

## Vida

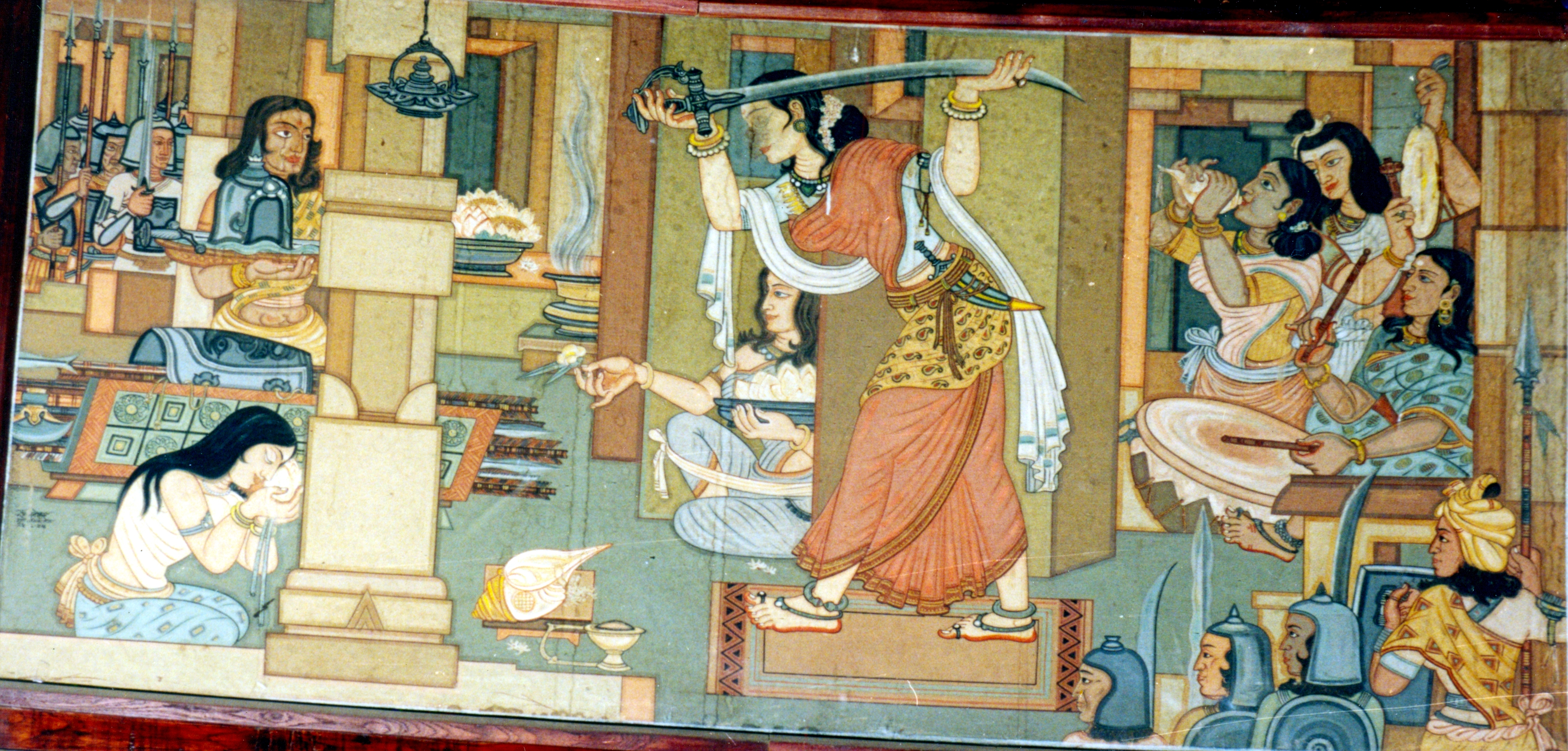
La Maharani Durgavati preparándose para la batalla de Narrai. Este fresco al temple de Beohar Rammanohar Sinha se encuentra en el Shaheed-Smarak o Auditorio Conmemorativo de los Mártires, en Jabalpur MP (India).

En 1542, se casó con Dalpat Shah, el hijo mayor del rey Sangram Shah de Gond con el objetivo de asegurar la alianza entre las dinastías Chandel y Gond. 
Dio a luz un hijo en 1545, que fue llamado Vir Narayan. Dalpat Shah murió en 1550 y Durgavati tomó las riendas del reino Gond. El diwan o Primer ministro Beohar Adhar Simha y el ministro Thakur fueron importantes ayudas para la rani Durgavati. Durgavati trasladó la capital a Chauragarh, un fuerte de importancia estratégica en la cordillera Satpura, desde Singaurgarh.
Tras la muerte de Sher Shah, Sujat Khan capturó Malwa y fue sucedido por su hijo Baz Bahadur en 1556. Después de ascender al trono, este atacó a Rani Durgavati que rechazó la invasión y le infligió duras pérdidas.
En 1562, Akbar acabó con Baz Bahadur y anexionó Malwa al imperio mogol, llevando su frontera hasta los dominios de Durgavati.
Durgavati tuvo entonces en su frontera al ambicioso general mogol Khwaja Abdul Majid Asaf Khan, que había derrotado al gobernante de Rewa. La riqueza del reino de Rani Durgavati le atrajo y lanzó una invasión contra Gondwana en cuanto obtuvo el permiso del emperador Akbar.
Cuando Durgavati tuvo noticia del ataque de Asaf Khan decidió defender su reino a toda costa, pese a las advertencias de su diwan Beohar Adhar Simha sobre la fuerza de los mogoles. Durgavati era partidaria de una resistencia a ultranza.
Con el objetivo de plantear una batalla defensiva, marchó a Narrai, entre montañas y los ríos Gaur y Narmada. Fue una batalla desigual con soldados veteranos y armas modernas en abundancia en un bando y soldados inexpertos con armas obsoletas en el otro. Su faujdar (general) Arjun Das cayó en la batalla y Durgavati decidió dirigir la defensa ella misma. Cuando el enemigo entró en el valle, la reina ordenó a sus soldados atacar. Ambos ejércitos sufrieron bajas de importancia pero Durgavati obtuvo una victoria y persiguió al ejército mogol en retirada fuera del valle.
Entonces Durgavati revisó su estrategia con sus consejeros. Quería atacar al enemigo por la noche para sorprenderles pero sus lugartenientes rechazaron el plan. A la mañana siguiente Asaf Khan había ordenado la llegada de más artillería. Durgavati montó en su elefante Sarman y plantó batalla. Su hijo Vir Narayan también participó. Forzó tres veces al ejército mogol a recular, pero fue finalmente herido y evacuado a sitio seguro. Durgavati también fue herida cerca de la oreja por una flecha. Una segunda flecha la alcanzó en el cuello y quedó inconsciente. Al recuperar la consciencia, la derrota era inminente. Su mahout le aconsejó abandonar el campo de batalla, idea que ella rechazó prefiriendo suicidarse con su daga el 24 de junio de 1564.

## Legado
- En el año 1983, el Gobierno de Madhya Pradesh rebautizó la Universidad de Jabalpur como Rani Durgavati Vishwavidyalaya en su honor.
- El gobierno de India emitió un sello postal en conmemoración de su muerte el 24 de junio de 1988.
- El tren entre la bifurcación de Jabalpur y Jammutawi se llama Expreso Durgavati (11449/11450) también en recuerdo de la reina.